# Tricholestes criniger
El bulbul peludo (Tricholestes criniger) es una especie de ave paseriforme de la familia Pycnonotidae propia del sudeste asiático. Es la única especie del género Tricholestes.

## Taxonomía
El bulbul peludo fue descrito científicamente por zoólogo inglés Edward Blyth en 1845, como Brachypodius criniger. En 1874 el ornitólogo italiano Tommaso Salvadori lo trasladó al género Tricholestes.
En la actualidad se reconocen tres subespecies:
- T. c. criniger - (Blyth, 1845): se encuentra en la península malaya y el este de Sumatra;
- T. c. sericeus - (Blyth, 1865): se encuentre en el oeste de Sumatra. Orignialmente se describió como una especie separada del género Criniger.
- T. c. viridis - (Bonaparte, 1854): ocupa Borneo.

## Distribución y hábitat
Se encuentra únicamente en los bosques húmedos tropicales de la península malaya, Sumatra y Borneo.